# کبوتر شاهی تورسی
کبوتر شاهی تورسی (نام علمی: Ducula spilorrhoa) نام یک گونه از خانواده کبوتر است.